# Мухаммад Хаким-мирза
Шахзаде Мирза Мухаммад Хаким, также известен как Мирза Хаким (29 апреля 1553 — 10 октября 1585) — могольский принц из династии Бабуридов, субадар Кабула (1556—1585), четвертый сын второго могольского императора Хумаюна, младший брат третьего могольского императора Акбара.

## Биография
Родился 29 апреля 1553 года в Кабуле (Афганистан). Четвертый сын императора Великих Моголов Хумаюна (1508—1556), правившего в Северной Индии в 1530—1540, 1555—1556 годах. Его матерью была Мах-и-Кучук-бегум Сахиба (? — 1564), сестра Байрам-оглана из Аргуна и пятая жена Хумаюна с 1546 года.
В 1556 году после смерти Хумаюна его старший сын Акбар унаследовал титул падишаха и отцовские владения в Северной Индии, а его младший сын, шахзаде Мухаммед Хаким, был назначен наместником Кабула в Афганистане, причем действительным наместником был Муним-хан.

## Поход вКафиристан
Согласно историку Низамуддину Ахмаду, могольский император Акбар организовал карательную экспедицию на неверных Катвара в 1582 году. Экспедицию возглавил его младший брат, шахзаде Мухаммад Хаким, субадар Кабула , который был приверженцем миссионерского суфийского ордена Накшбандия. Исламский военный поход начался от Лагмана и завершился в Алишанге, было покорено и обращено в ислам 66 долин. После завоевания долин Таджау и Ниджрау в районе Панджшера мусульмане основали форт в Исламабаде при слиянии рек Алишанг и Алингар. Они продолжили поход до Алишанга и предприняли нападения на немусульман Алингара, дойдя до Мангу, современной границы между племенами пашаи и ашкун.

## Восстание
Ахлак-и-Хаким, написанный секретарем Хакима, подтверждал приверженность субадара Кабула верховенству ислама и мусульман, в отличие от двора могольского падишаха Акбара, который постепенно склонялся к терпимости и защите людей всех вероисповеданий.
В 1580 году произошло восстание могольских лидеров Бенгалии и Бихара против религиозных и административных нововведений Акбара. Сообщают, что кази Джаунпура издал фетву, оправдывающую восстание против Акбара из-за его еретического поведения. Восставшие действовали в согласии с принцем Мухаммадом Хакимом, субадаром Кабула и младшим братом Акбара. В том же 1580 году Мухаммад Хаким с 15-тысячным войском вторгся в Пенджаб и осадил Лахор. Восставшие могольские военачальники провозгласили Хакима императором в Бенгалии. В 1581 году могольский император Акбар лично возглавил карательный поход против своего восставшего младшего брата Мухаммада Хакима. Последний обратился к тюркским офицерам в армии Акбара с просьбой не помогать ему в походе на Кабул, а вместо этого напасть на туземцев в армии Великих Моголов. Лоуренс Биньон сообщал: «Он смотрел на своего брата, как орел на комара». Субадар Кабула только номинально зависел от могольского императора Акбара, но в действительности был независим. Он был слабым человеком и пьяницей. Однако подозревали, что, помимо бенгальских повстанцев, с ним были связаны и некоторые крупные сановники при дворе Акбара. Раджпутский лидер Ман Сингх вынудил Хакима снять осаду с Лахора и отступить из Пенджаба в Кабул. Акбар во главе 50-тысячной армии двинулся на Афганистан, преследуя отступающего брата. В августе того же 1581 года могольский император Акбар вступил в Кабул, вынудив Мухаммада Хакима бежать в горы. Мухаммад Хаким вынужден был помириться с Акбаром, который разрешил ему управлять Кабулом.
В 1585 году принц Мухаммад Хаким мирза скончался от пьянства, а его владения были включены Акбаром в состав Империи Великих Моголов. Сыновья Хакима были высланы в Индию.

## Семья
Шахзаде Мухаммад Хаким-мирза в 1564 году женился в Кабуле на дочери Сулеймана Шаха Мирзы Ильхши, правителя Бадахшана, и Хуррам Бегум, дочери Султана Увайса Кибчака из Куляба, правителя Бадахшана. У него было два сына и дочь:
- Шахзаде Афрасияб Мирза (1571—1597)
- Шахзаде Кайкубад Мирза (1574—1591)
- Шахзади Кабули Бегум Сахиба, 1-й муж — Амир Шахрух Мирза (? — 1607), субадар Бадахшана и Мальвы, 2-й муж — шахзаде Султан Али Мирза (1563—1642), восьмой сын шаха Персии Тахмаспа I.